# Gérard Besnard
Gérard Besnard (* 9. Mai 1945 in Saint-Symphorien (Eure)) ist ein ehemaliger französischer Radrennfahrer.

## Sportliche Laufbahn
Besnard war im Straßenradsport aktiv. Als Amateur gewann er 1968 eine Etappe der Marokko-Rundfahrt und siegte in der Punktewertung. 1969 gewann er die Punktewertung in der Tour de l’Avenir. Dazu kamen ein Tageserfolg in dem Etappenrennen und der 18. Platz in der Gesamtwertung. Insgesamt 36 Siege konnte Besnard in der Amateurklasse erzielen. Darunter war der Erfolg in dem traditionsreichen Etappenrennen Paris–Vierzon 1968. Die Internationale Friedensfahrt bestritt Besnard zweimal. 1968 schied er aus, 1969 wurde er 38. der Gesamtwertung.
1970 wurde er Berufsfahrer im Radsportteam Peugeot-BP und blieb bis 1975 als Radprofi aktiv. 1975 gewann er das Eintagesrennen Paris–Blois. Im Grand Prix Ouest France 1972 wurde er Zweiter hinter Robert Bouloux. 1973 kam er als Zweiter im Grand Prix de Wallonie auf das Podium. 1973 wurde Besnard in der Tour de France 61., in der Vuelta a España 1971 war er ausgeschieden.